# 11è districte de París
L'11è districte és un dels vint districtes de París, França. Es troba a la Riba Dreta del Sena. No només es tracta del més poblat dels vint districtes de París sinó que és el districte urbà amb la densitat de població més alta de tot Europa.
L'onzième és una zona animada i variada. A l'oest hi ha la Place de la République, que queda unida a la Place de la Bastille pel Boulevard Richard Lenoir, ple de grans mercats i parcs infantils. La place de la Bastille i la rue du Faubourg Saint Antoine tenen molts cafès, restaurants i clubs de nit, així com botigues de moda i galeries comercials. El barri d'Oberkampf és una altra zona popular per la vida nocturna. La part oriental és més residencial.

## Geografia
L'11è districte té una àrea de 3,666 km².

## Demografia
L'11è districte va assolir la seva població màxima el 1911, quan tenia 242.295 habitants. El districte segueix sent el districte més densament poblat de París i també hi ha gran activitat econòmica. A l'últim cens (1999), la població era de 149.102 habitants, i comptava amb 71.962 llocs de treball.

## Població històrica
| Any (dels censos francesos) | Població | Densitat (hab. per km²) |
| --------------------------- | -------- | ----------------------- |
| 1872                        | 167.393  | 45.611                  |
| 1911 (població màxima)      | 242.295  | 66,092                  |
| 1954                        | 200.440  | 54,616                  |
| 1962                        | 193.349  | 52,741                  |
| 1968                        | 179.727  | 49,025                  |
| 1975                        | 159.317  | 43,458                  |
| 1982                        | 146.931  | 40,079                  |
| 1990                        | 154.165  | 42,053                  |
| 1999                        | 149.102  | 40,672                  |

## Barris
Cadascun dels vint districtes de París se subdivideix en quatre barris (quartiers). Aquests són els quatre barris de l'11è districte:
- Quartier de la Folie-Méricourt
- Quartier Saint-Ambroise
- Quartier de la Roquette
- Quartier Sainte-Marguerite

## Mapa

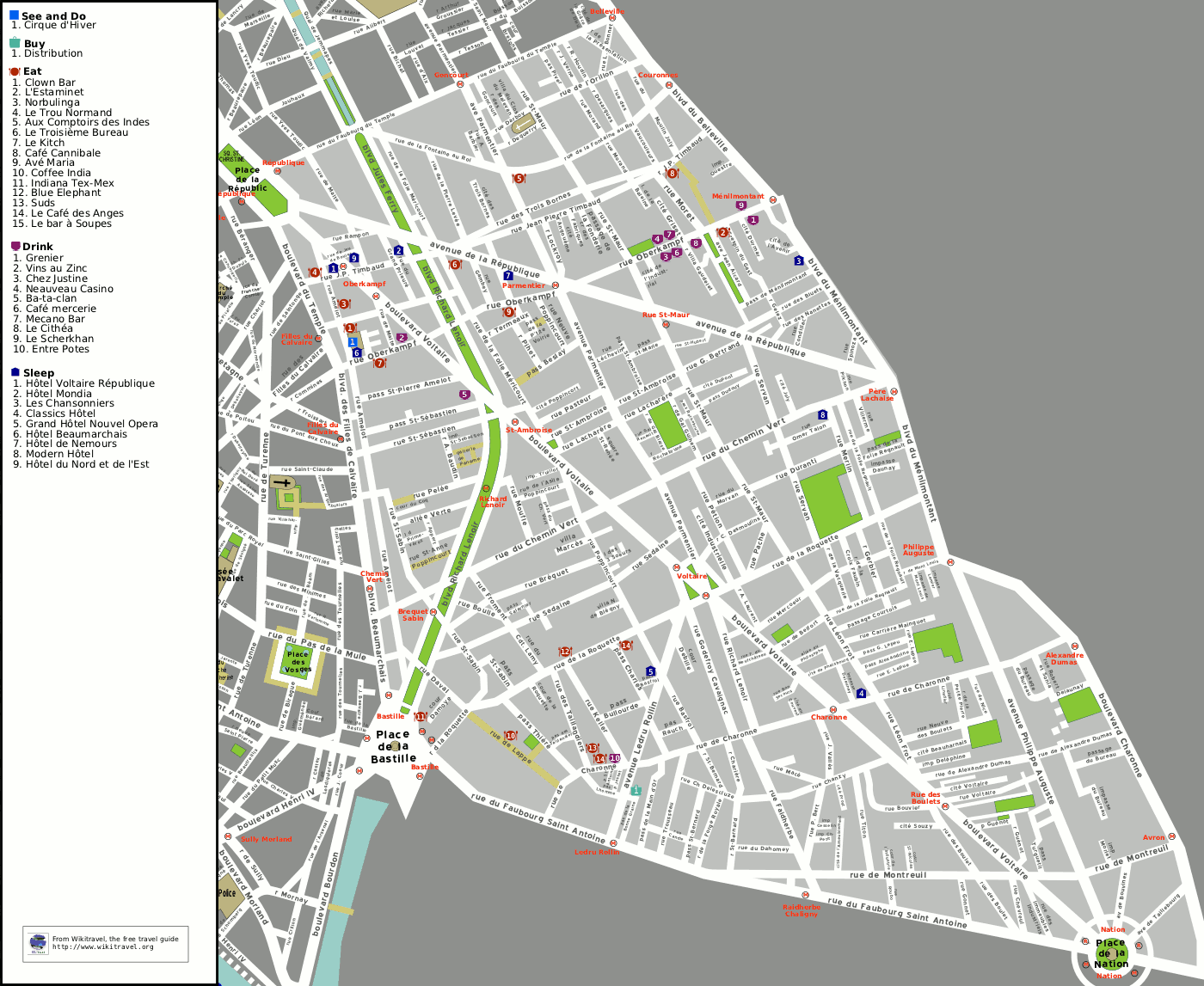
Mapa de l'11è districte

## Llocs d'interès
- Circ d'hivern de París
- ESCP-EAP
- Eglise de Saint-Ambroise

### Carrers i places
- Place de la République
- Place de la Bastille
- Boulevard Richard Lenoir
- Avenue de la République
- Boulevard Voltaire
- Rue Oberkampf